# 8875 Fernie
8875 Fernie (1992 UP10) là một tiểu hành tinh vành đai chính được phát hiện ngày 22 tháng 10 năm 1992 bởi E. Bowell ở Palomar.